# Corrado Ricci

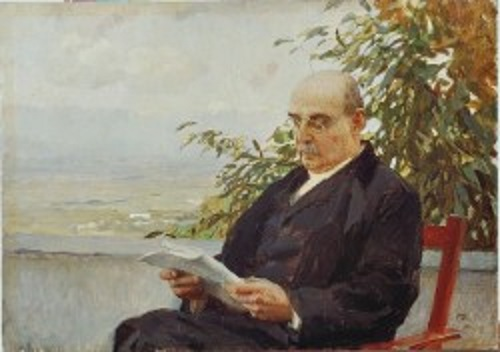
Corrado Ricci, Gemälde von Ettore Tito

Corrado Ricci (* 18. April 1858 in Ravenna; † 5. Juni 1934 in Rom) war ein italienischer Kunsthistoriker und Denkmalpfleger.

## Leben
Corrado Ricci studierte Jura in Bologna, leitete aber bereits 1877 Ausgrabungen an San Francesco in Ravenna, die antiken Schmuck zu Tage förderten und verfasste die von Giosuè Carducci hoch gelobte Guida di Ravenna. Nach Abschluss seines Studiums wurde er Assistent an der Biblioteca Nazionale di Firenze, daneben unterrichtete er Kunstgeschichte an der Universität Bologna und wirkte als Bibliothekar an der Universitätsbibliothek. Hier schloss er Freundschaft mit Olindo Guerrini. In Zusammenarbeit mit diesem entstanden u. a. die Schriften Studi e polemiche dantesche (1880) und Vite degli eccellenti capitani di Cornelio Nepote tradotte da Matteo Maria Bojardo (1885). Seine 1887 veröffentlichte Schrift L'arte dei bambini erschien auch in deutscher und englischer Übersetzung.
1893 wurde Ricci zunächst Mitarbeiter, dann Leiter der Galleria di Parma. Er übernahm die Leitung der Galleria Estense, arbeitete in den Uffizien und wurde 1897 zum Sovrintendente dei monumenti in Ravenna ernannt. Ab 1906 wirkte er dreizehn Jahre lang als Direttore generale delle antichità e belle arti und setzte sich in dieser Funktion für den Schutz, die Restauration und die Erhaltung von Kunstschätzen in ganz Italien ein. 1919 wurde er zum Präsidenten des Reale Istituto d’Archeologia e Storia dell’Arte berufen, 1923 wurde er Senator, 1929 Präsident des Consiglio superiore delle antichità e belle arti. in seinen letzten Lebensjahren widmete er sich seinem Hauptwerk, den Tavole storiche dei mosaici ravennati.
Der Accademia dei Lincei gehörte er seit 1916 als korrespondierendes und ab 1921 als nationales Mitglied an. 1919 wurde er als auswärtiges Mitglied in die Académie des Beaux-Arts aufgenommen.